# 托特·拉斯洛
托特·拉斯洛（匈牙利語：Tóth László，1968年2月9日—），匈牙利男子水球运动员。他曾代表匈牙利参加1988年、1992年和1996年夏季奥林匹克运动会水球比赛，最好名次为1996年奥运会的第四名。